# Crypsis minuartioides
Crypsis minuartioides är en gräsart som först beskrevs av Joseph Friedrich Nicolaus Bornmüller, och fick sitt nu gällande namn av Carl Christian Mez. Crypsis minuartioides ingår i släktet kurragömmagrässläktet, och familjen gräs. Inga underarter finns listade i Catalogue of Life.